# Liste der Kulturgüter in Leibstadt
Die Liste der Kulturgüter in Leibstadt enthält alle Objekte in der Gemeinde Leibstadt im Kanton Aargau, die gemäss der Haager Konvention zum Schutz von Kulturgut bei bewaffneten Konflikten, dem Bundesgesetz vom 20. Juni 2014 über den Schutz der Kulturgüter bei bewaffneten Konflikten sowie der Verordnung vom 29. Oktober 2014 über den Schutz der Kulturgüter bei bewaffneten Konflikten unter Schutz stehen.
Objekte der Kategorie A sind im Gemeindegebiet nicht ausgewiesen, Objekte der Kategorie B sind vollständig in der Liste enthalten, Objekte der Kategorie C fehlen zurzeit (Stand: 1. Januar 2023).

## Kulturgüter
| Foto |                                                                                          | Objekt                                                  | Kat. | Typ | Standort                                | Beschreibung |
| ---- | ---------------------------------------------------------------------------------------- | ------------------------------------------------------- | ---- | --- | --------------------------------------- | --- |
| ja   | Datei hochladen · Wikidata zu Loretokapelle (Q17577776)                                  | Loretokapelle KGS-Nr.: 00154                            | B    | G   | Bäumliweg 32.7 655191 / 271955          | |
| BW   | Datei hochladen · Wikidata zu Hochwacht Hundsbühl ob Strickrain (Leibstadt) (Q105534148) | Hochwacht Hundsbühl ob Strickrain KGS-Nr.: 15516        | B    | F   | Hundsbühl 656755 / 270733               | Mittelalterliche-neuzeitliche Hochwacht mit Ringwall und -graben, mutmassliches Refugium unbekannter Zeitstellung. Objekt liegt hälftig auf dem Gemeindegebiet von Leibstadt und Leuggern (KGS-Nr. 03180). |
| BW   | Datei hochladen · Wikidata zu Markus Schraner Haus (Q29576468)                           | Markus-Schraner-Haus (sog. Kappelerhaus) KGS-Nr.: 15517 | B    | G   | Tütschhaldenstrasse 150 655462 / 270444 | |